# Lucyna Koczwara
Lucyna Koczwara, po mężu Piłot (ur. 11 stycznia 1951 w Krakowie, zm. 11 stycznia 2019) – polska lekkoatletka, wieloboistka, mistrzyni i reprezentantka Polski.

## Kariera sportowa
Była zawodniczką Iskry Pszczyna.
Na mistrzostwach Polski seniorek na otwartym stadionie zdobyła dwa medale: złoty w pięcioboju (1969) i brązowy w skoku w dal w 1968.
Reprezentowała Polskę na Europejskich Igrzyskach Juniorów w 1966, zajmując 6. miejsce w skoku w dal, z wynikiem 5,67 oraz w 1968, zajmując 4. miejsce w skoku w dal, z wynikiem 6.03 oraz 5. miejsce w pięcioboju, z wynikiem 4387, a także w finale Pucharu Europy w lekkoatletyce w 1967 (w skoku w dal – 6. miejsce z wynikiem 5,37, w sztafecie 4 × 100 metrów – 6. miejsce, z wynikiem 46,2.
Rekord życiowy w skoku w dal – 6,13 (24.05.1970). Jej wynik w tej samej konkurencji – 5,95 (2.07.1966) jest nieoficjalnym rekordem Polski młodziczek.